# Виній Врх (Шмартно-при-Літії)
Виній Врх (словен. Vinji Vrh) — поселення в общині Шмартно-при-Літії, Осреднєсловенський регіон, Словенія. 
Висота над рівнем моря: 511,8 м.